# 月夜に響くノクターン
『月夜に響くノクターン』（つきよにひびくノクターン）は、ショウによって制作されたロールプレイングゲーム。RPGツクール2000製ゲームのほかに、2009年9月にフリーウェアとして公開されたRPGツクールXP製のリメイク版『月夜に響くノクターン Rebirth』（- リバース）が存在する。
本項では特に断りが無い限り、原作の『月夜に響くノクターン』は「無印」と表記し、『月夜に響くノクターン Rebirth』は『Rebirth』と表記する。

## 概要
架空の世界を舞台とする吸血鬼をメインテーマとしたダークファンタジーRPGとなっている。かつては魔王と畏れられ人の命を奪う事すら厭わない吸血鬼の男レヴィエルと、彼とは違った考えを持つ人間の女性ルナの成長と過去を描いた作品である。
本作では独自の成長システムが採用されており、プレイヤーキャラクターは経験値ではなくアイテムによってスキルを習得する。またパーティーの戦力として使い魔を使役できるシステムも取り入れられている。
『Rebirth』では、グラフィックとBGMのほかシステムも一新されており、戦闘シーンもサイドビューに変更されている。

## ストーリー
黒いコートを纏った男、レヴィエルは、3人の盗賊に執拗に追われていた少女ルナを助けたことで、彼女に「お礼がしたい」とアルギズの村に招かれた。レヴィエルは、「獲物は多い方が良い」と、ルナの住む村に彼女と一緒に行く事にする。
翌日、レヴィエルにアルギズの村を案内するルナだったが、病床に臥せっていた彼女の友人の容態が悪化し、レヴィエルと共にルナは薬草を採りに行く。
薬草を採りに行った先で、事前にカオスの屋敷に招かれていたレヴィエルは、屋敷の主であるカオスと漫談を交わし、アルギズの村に戻る。ルナの友人は無事に治療を施され、一命を取り留めた。
ある晩、吸血鬼により、アルギズの村の人々が襲われ、レヴィエルやヴァンパイアハンターのイディスの活躍で事態は収拾するものの、多数の死傷者を出してしまう。そして検死の結果、死亡者の内の1人がこの事件で死亡した人間では無い事をイディスは確認し、この村にまた吸血鬼がいる事を知ったのだった。
死者達を墓地に埋葬した後、その墓地で、レヴィエルはルナから、村の皆の血を吸うのなら、今までのお礼として自分の血を吸ってください、とせがまれる。一度は吸おうと近づくが、レヴィエルはルナを殺してしまうことに抵抗を感じ拒否し、「次に（ルナを）見掛けた時は殺す」と、その場を去る。
直後にレヴィエルは洞窟での戦いで呪いに罹り、病床に臥せってしまう。彼を助けようと、カオスの屋敷に向かうルナは、カオスの使い魔であるシルフィールの助力もあり、カオスの屋敷に無事に辿り着く。ルナはカオスに薬草を分けて貰うように頼むと、カオスは最初は渋ったが、「レヴィエルもまた、厄介な人間に付きまとわれたものだ……」と苦言を呈しながらもルナに薬草を譲渡する。アルギズの村に戻ったルナはそれでレヴィエルを助ける事に成功し、彼と和解する。
リスティルから神術の講義を受けていたルナは、たった1日で怪我をした少年を治療する事に成功し、リスティルは舌を巻く。レヴィエルは森の中で怪我をした時にルナに神術で治療されるが、彼はルナにこの神術を教えたのは誰かとルナを問い質す。ルナは結局喋らなかったが、レヴィエルはリスティルが教えたものだと確信し、ルナと一時的に行動を共にする事になった。
その後、レヴィエルはリスティルの自宅であるリスティル城に赴くが、彼女が不在だった為、「印」（後述）を付け、出直す事にし、アルギズの村に戻るが、そこでルナがレヴィエルと彼女が最初に出会った時に戦った盗賊達に攫われた事を知る。事前に法外な額の身代金と引き換えに彼女の身柄を返すと盗賊は伝えていたが、レヴィエルは彼女の救出に向かう。
盗賊のグループを次々と斬り捨てながら、レヴィエルはルナを救出する事に成功するが、レヴィエルが人を殺す所を目の当たりにした彼女からは非難され、1人で帰る事をレヴィエルに告げ、レヴィエルとルナはそれぞれ1人でアルギズの村に帰る。
レヴィエルは、失意の下、アルギズの村を後にするが、リスティルに殺害されそうになる。しかし、ルナはレヴィエルを庇い、レヴィエルに盗賊から助けて貰って置きながら酷い事を言ったと深く謝罪をし、人間としての一生を終える。だが、レヴィエルは彼女の血を吸う事で、ルナを吸血鬼として蘇らせる事に成功したが、彼女の自我はもうそこには無かった。
リスティルを斃す事を決意したレヴィエルは、吸血鬼となったルナを使い魔として引き連れ、戦闘用ロボットや魔物が跋扈する危険なリスティル城に足を踏み入れる。結果、リスティルを倒す事に成功するが、彼女に止めを刺す寸前で、ルナに止められる。彼女は直前に自我を取り戻していたのだ。
リスティルとの激闘を終えて、アルギズの村に戻った2人は、アルギズの村に特異点が発生している事を察知し、魔物を討伐を決意した。村人達の前でレヴィエルとルナは吸血鬼の力を発揮しながら司令官であるヒュプノシスを倒すが、直後に現れたカオスによって、自分が村をヒュプノシスに襲わせた事を告白する。ヒュプノシスやカオスによってレヴィエルとルナは、吸血鬼だと言う事が村人達にバレてしまい、帰る場所を失ってしまう。そして、2人が初めて出逢った森の中で、カオスと戦う事を2人は決意する。
カオスは、過去に軍に籍を置いていた時に「人間では無い」という理由で仲間達に裏切られた為、世界の全てに絶望し、また自身の恋人で、現在は使い魔のシルフィールを人間に戻す為に時間を戻そうとした。
レヴィエルとルナは、カオスの許へと向かう途中で、リスティルの協力を受け、カオスがどこにいるか捜索する。シルフィールとの戦いを経て、レヴィエルは自分の忘れ去られた過去を知り、自らの過去を断ち切る為にも、改めてカオスと戦う事を決意する。
カオスとシルフィールと対峙するレヴィエルと（その使い魔と）ルナは、最初は苦戦するが、リスティルの参戦により、カオス達に勝利する。全てに絶望したカオスは飛び降り自殺を図り、レヴィエル達の制止も空しく、そのまま行方不明になる。
全てが終わり、シルフィールはカオスの屋敷をカオスがいつでも帰って来られるように護り続ける事にし、ルナはアルギズの村に戻る事にした。リスティルはレヴィエルを倒す為に再戦を申し込みその場を去る。そしてレヴィエルは新たな世界中を巡る旅に出る事にした。

## 主な登場人物

### 主人公と仲間達
レヴィエル・ヴォン・ド・ラサート
本作の主人公。男性。黒髪長髪の黒コートを纏った二刀流の魔剣士。人間の姿をしているが、人間では無く、実はヴァンパイアと紙一重の存在。人の生き死にに何の興味を示さなかったが、ルナと出会った事から、その考えを変えて行く。外見年齢24歳。使用武器は二振りのロングソード。「無印」では、自分の出生の秘密を知り、そのデータが保存されたパソコンを叩き壊すシーンがある。『Rebirth』では強化方法によって属性が変わる。
ルナ・ウィンストン
本作のヒロイン。18歳（17歳説あり）。アルギズの村で両親と3人で暮らしている、容姿端麗・頭脳明晰な女性なのだが、いつもドジを踏む事がある（特にレヴィエルの見ている前で）。医者を目指している。使用武器は槍。『Rebirth』ではレヴィエル同様、強化方法によって属性が変わる。深夜に病気の友人の為に薬草を摘みに行き、その帰りに盗賊に追われていた所をレヴィエルに助けられた。彼を自分の家に招き入れた事から、ルナの運命は大きく変わって行く。
カオス
レヴィエルの旧友、そして彼の同族。外見年齢24歳（レヴィエルよりも年上の様子である）の男性。アルギズの村の近くの森の奥深くの屋敷に住んでいる。使用武器は魔法の杖「アポカリプス」。「無印」における隠しボスで、『Rebirth』における最終ボス。紅茶を淹れるのが得意。また、アイテムの合成にも長けており、レヴィエルを助ける事になる。
リスティル・エヴァ・ミザンツ
レヴィエルの旧友、そして彼の同族。外見年齢24歳（レヴィエルよりも年下の様子である）。燃える炎のような紅い色をした髪の毛と瞳を持つ、ルナ同様容姿端麗・頭脳明晰な女性。極めて高いレベルの「神術」を扱う事が出来、無から有を生み出す事が出来る。ルナに神術の手解きをしたり、何かと優しい一面を見せるが、レヴィエルに激しい劣等感を抱いており、時折彼と衝突する（レヴィエル本人はリスティルが自分に激しい劣等感を抱いている事に気付いていない様である）。「リスティル城」が自宅。使用武器はサイズ。「無印」におけるラスボス。『Rebirth』では、カオスとの最終決戦でレヴィエル（とその使い魔）やルナと共闘する。『Rebirth』では属性は火。
シルフィール
カオスの使い魔。外見年齢22歳の女性。彼と一緒に森の中の屋敷で暮らしている。通常の使い魔では持たない自我を持っている。使用武器は魔剣「アルハザード」。その正体は、カオスの亡くなった恋人の遺体をコアオブジェクトとして彼が使い魔として復活させた者である。シルフィール自身はカオスに献身的に尽くすが、以前の彼女がどのような人物だったのかは不明。『Rebirth』では属性は風。

### アルギズの村
イディス・ミドウィーン
ヴァンパイアを専門に扱う狩人《レイヴン》で、その中でも「七つ剣」の称号を持つ練達の内の一人。22歳女性。金髪。レヴィエルの正体を突き止めようと、執拗に彼を追う。『Rebirth』におけるキャラクター（名前は違うが、彼女に当たるキャラクター自体は、「無印」でも登場していた）。日本刀を武器として使用している。
カッティ
ルナの友人。16歳の少女。アルギズの村の道具屋の店員を務めている。レヴィエルがアルギズの村に一時的に立ち寄れなくなった際は、出張販売も行った。頭にはアホ毛があり、ピンク色の髪の毛の一部が赤い。『Rebirth』のみ登場。
ロッシ
村の鍛冶屋を営んでいる隻眼の男性。52歳。日用品を作る事で生活をしている。ルナに槍術を教えている。元軍人で、過去の戦争で、一緒の部隊にいたカオスを「化け物だから」と言う理由で部隊ぐるみで裏切ってしまった事に自責の念を抱いている。同じ軍人で戦争に行った一人娘が戦死したのを切っ掛けに、過去と向き合えずにいる。
フィアーネ
故人。ロッシの一人娘で、有能な軍人だった。過去の戦争で戦死してしまい、それが元でロッシは戦いから身を引く事になる。
マドック
村の武器屋の商人。68歳。卸し専門の武器屋を経営しており、客に武器を売る際は、まず客の両手を見てから、その人に合った武器を勧めるようにしている。

### その他
盗賊
本作の冒頭でルナを追い掛け回した盗賊のグループ。最初は3人だけ現れ、3人共敢え無くレヴィエルに撃退されてしまうが、その後、今度はグループ全員でルナを攫い、アルギズの村に多額の身代金を要求するが、メンバーのほとんど全員がレヴィエルに惨殺されてしまう。結果的にルナは助けられたが、この事で彼女はレヴィエルを激しく非難する。『Rebirth』ではグループ全体の人数が増えている。
ヒュプノシス
仮面を被った金髪の男。魔術でアルギズの村に特異点を発生させ、アルギズの村を襲撃し、村長の家に避難していた村人全員を殺害しようとしたが、レヴィエルとルナによって全力で阻止されてしまう。その後の消息は不明。
ショウ
本作の作者。『Rebirth』での登場で、グラフィックは上記のヒュプノシスの色違いである。隠しキャラクターとしてレヴィエルに「月並な言葉」を言い戦いを挑む。HPは極端に低く一撃で撃破出来るが、即死攻撃を2発も先制攻撃で繰り広げる為、予め準備をして挑まなければ勝つ事は皆無に等しい。

## 用語・道具等
悪魔（アヴィルト）
レヴィエル、カオス、リスティルら3人が該当する種族。後述の吸血鬼（ヴァンパイア）の始祖。永い時を生きることが可能であり、その能力は人間は勿論、吸血鬼とは比べ物にならないほどである。その正体は過去に行われた人類同士の戦争（後述参照）に投入すべく、帝国側が科学力の粋を結集して生成した人体兵器。世界が完全に疲弊しきった後に完成した為、実際に戦争に投入されることはなかった。
吸血鬼（ヴァンパイア）
元々人間だった者が、他の吸血鬼に血を吸われる事で、これに変化する。あらゆる身体能力が強化されるが、自我をもったままこれに変化する事は難しい（後に自我を取り戻す事もある）。吸血鬼が他の人を吸血鬼にして行き、その世代（先祖子孫の世代では無い）を重ねる毎にその能力は弱まって行き、夜にしか活動が出来なかったり定期的に血が必要になったりもする。始祖であるレヴィエル等3人は、昼間に活動でき、血も必要としない（ただしレヴィエルは自分の嗜好の為に血を吸っている）。
マクスウェル
リスティルが従えている、霧状の使い魔。単体では何の力も持たないが、死体に取り憑く事で魔力を暴走させ、生前の何倍もの力を引き出すことが出来る。取り憑かれたその内の1人がレヴィエルとルナによってカオスの屋敷の近くに埋葬された。名称の由来はマクスウェルの悪魔。
自動人形（オートマタ）
人型ロボット。リスティルが自分自身に似せて造った。後述のリスティル城で登場。同時に4体登場。数が減る毎にパワーアップする。
魔物
ダンジョン等でレヴィエル達に襲い掛かって来る魔力を持つ生物。様々なバリエーションがあり、倒すと稀にコアオブジェクトを落とす。
コアオブジェクト
戦闘で稀に入手可能な魔物の身体の一部。風や火等、様々な属性がある。
使い魔
戦闘で得た上記の魔物の身体の一部であるコアオブジェクトからの情報を基に召喚されるもの。基になったコアオブジェクトの属性で、使い魔の属性が決まる。マスターの命令には忠実で、魔物だけでは無く人間だった者を使い魔にする事も可能。本来は自我を持たないが、シルフィールのように稀に自我をもった者も存在する。
印
使用者がその場所を訪れたと言う事を示す印を打つ魔法。東洋での名刺のように使う。リスティルの自宅であるリスティル城に訪れたレヴィエルが、彼女が不在だった為これを使用した。
リスティル城
リスティルの自宅。森の奥深くに存在しており、特殊な方法で無いと立ち寄る事すら叶わない。城内は魔物や戦闘用ロボットが数多く配備・警備している。
過去の戦争
千年以上前に、ある帝国とある共和国の間で起きた戦争。全世界を巻き込み百年程度続いた。この戦争により全世界の80%が砂漠化し世界人口は最盛期の10%以下となった。現在は自然を取り戻し、元通りになりつつある。アヴィルトの3人はこの戦争による世界崩壊後から現在までその力を振るいながら自由に生き続けている。

## シリーズ
- 月夜に響くノクターン
- 月夜に響くノクターン Rebirth

### 月夜に響くノクターン

#### 主なシステム
戦闘システムはRPGツクール2000の形式によるフロントビューの物を使用しており、使い魔を召喚して戦闘で使役する事が出来るようになっている。装備によっては魔法を使用する事が出来る物もあり、その魔法を使い続けていると完全に習得し、その装備無しでもその魔法を使用する事が可能になる。戦闘中でも新しい魔法が使えるようになる事もある。
戦闘で得た経験値は、レヴィエルの経験値を基準として、使い魔を含めた他のメンバーの経験値として同期される。
作者ショウは、「ひとつひとつのイベントを丁寧に」作ったと述べ、「最も苦心したのはキャラクターの行動・台詞回し」であるとしている。また「ストーリーは無茶苦茶ダーク路線を突っ走っていて暴力的表現も少々」あるが、これは「自分ナリのテーマを表現しようとした結果」であったと述べている。

#### 評価
コンテストパークでは、「ゲーム性とシナリオを見事に両立させた完成度の高い作品」と評価されている。「人間の命を奪うことにためらいを感じないレヴィエルと、それを否定するルナ」の「倫理観の対比がおもしろく、徐々に互いを理解していく過程の描かれ方がとてもうまかった」と評されており、「メッセージウィンドウの表示の仕方や使い魔の合成など、それぞれのイベントの作り込み」についても評価されている。そして「どの要素も個別に見れば斬新とは言えないかもしれない」としながらも、「丁寧に作られたそれらのイベントひとつひとつが、プレーしたときの遊びやすさ、おもしろさにうまく直結している」と評されている。
『遊べるゲーム フリー＆シェアソフト厳選160』（成美堂出版）では、「仲間となるモンスターを道具から生成できる『使い魔』システムや、技能を使う頻度で強さが決まる『熟練度』システムなど、ゲームをより楽しくプレイするための仕掛けも満載」の冒険ファンタジー作品と紹介されている。

### 月夜に響くノクターン Rebirth

#### 主なシステム
「無印」から戦闘シーンがサイドビューに変更されており、より客観的に状況を把握出来るようになっている。ATB方式にもなり戦略性がかなり向上している。戦闘中のフォーメーションを任意に変える事が出来、とある宝箱を開けるとフォーメーションのバリエーションが増えて行き、フォーメーションの変更でレヴィエル達は敵によって有利になったり不利になったりする。
エンカウント方式もシンボルエンカウントに変更されている。
「無印」と同じく、戦闘で得た「コアオブジェクト」から、使い魔を召喚して使役する事が可能。レヴィエルとルナは戦闘で得た経験値をスキル習得に振り分ける事が出来、振り分ける事によりレベルも上がって行く。
あるアイテムを使用する事で、レヴィエルあるいはルナのレベルを下げて経験値に戻す事が出来、以前とは方向性の違った強化方法が可能。また、これを使用しないと攻略が難しい局面も存在する。
「無印」ではフリー素材の物を使用していたBGMもリメイクに当たり一部にオリジナル曲を使用するなど演出の強化が行われている。
マップ移動で、作者のサイトの素材である、「全方向ドット移動（ダッシュ機能付き）」も実装されている。
作者ショウは、「前々から旧作品の『こんなところを変えた方がいいんじゃないか』『こんな場面があればもっと盛り上がれたんじゃないか』と改良ネタを考えていた」と述べており、イラストコンテストを開いた際に『月夜に響くノクターン』が5年以上経ってもなお人気であることに気づいたことが、一番の制作の動機であったとしている。そして「人を集めての集団制作、オリジナルのサイドビューバトルなど、はじめての試みだらけだったので、最初から最後まで苦労の連続」であったと述べている。

#### 評価
ベクターの「新着ソフトレビュー」では、「練り込まれた重厚なストーリーと、爽快感溢れる派手なバトルが魅力」の作品として紹介され、「メッセージウィンドウによる演出も凝っており、無数に用意されたキャラクタの顔グラフィックは、プレイヤーに登場人物の感情を的確に伝えてくる」と評されている。また「一筋縄ではいかないキャラクタが多数登場し、プレイヤーを飽きさせない」とも評されており、「ドラマチックな物語が楽しみたいという人に、ぜひ遊んでいただきたい秀作」と評価されている。
窓の杜のコーナー「週末ゲーム」では、「際だった新しさはないが、丁寧に描かれたグラフィックに先が気になるストーリー、充実の成長システムにテンポのいい戦闘と、RPGの面白さが凝縮されている」作品と評されている。またダンジョンのシステムについては、「レベルを上げずにスキルを駆使して戦い方を工夫をするように自然と誘導している」と評価されている。
softonicの記事では、「流麗なアニメ調のグラフィックやアクティブバトルシステムが特徴」の作品とされ、「個人でこれだけの作品を作り上げた」ことは称賛に値すると評されている。ただし「キャラクター設定が多少ベタ」ともされている
Crowdrive Gamesでは、「中二病要素が満載のレヴィエルと、反対に素朴な人柄のルナがゲームを彩」り、「少しずつ距離を詰めていく二人の関係も魅力の一つ」と評されている。そして「マップに戦闘に、見ているだけで楽しいゲーム」とされている。